# Аліс-Спрингс (аеропорт)
Аеропорт Аліс-Спрингс (коди аеропорту: ASP, YBAS) — австралійський регіональний аеропорт, розташований на південь від Аліс-Спрингс, Північна Територія. Аеропорт був відомий своєю участю в другому викраденні внутрішніх рейсів в Австралії, а пізніше став місцем самовбивчої атаки колишнього працівника авіакомпанії, в наслідку якої загинули ще чотири людини.
У аеропорту є дві злітно-посадкові смуги, більша з яких може приймати літаки Airbus A380, Boeing 747 і 777 (але не повністю завантажені зльоти через високі температури та довжину злітної смуги). Єдині заплановані рейси, що використовують цей аеропорт — внутрішні, хоча іноді в аеропорт здійснюють чартерні міжнародні рейси. Аеропорт не підлягає обмеженням на нічний політ і працює цілодобово.
Протягом 2010—2011 років через аеропорт Аліс-Спрингс пройшло загалом 640 519 внутрішніх пасажирів, що зробило його 18-м найбільшим аеропортом в Австралії за пасажиропотоком.
Також об'єкт широко використовується для запуску стратосферних дослідницьких куль; злітно-посадкові смуги, використовувані для запуску куль, закриваються для руху повітряних суден під час процесу запуску кулі.

## Історія
5 жовтня 1921 року перший літак приземлився на летовищі, розміщеному в місті Аліс-Спрингс. Авіакомпанія Connellan Airways (пізніше перейменована на Connair) базувалась там з 1939 року. Збільшення військової діяльності на півночі Австралії наприкінці 1930-х років створило потребу в аеропорті, який міг би приймати більші й важчі літаки. Це призвело до будівництва аеродрому Севен Майл і зменшення ролі аеродрому Таун Сайт з 1946 року до остаточної відмови від нього в 1968 році. Тепер там розташовано Центральний авіаційний музей Австралії. Початково північно-південна злітно-посадкова смуга проходила по Меморіал Драйву, який проходить перед авіаційним музеєм, тоді як перша східно-західна злітно-посадкова смуга розташовувалась на неподалік від житлової вулиці Ван Сенден Авеню.
Аеродром Севен Майл був споруджений в 1940 році Австралійським Міністерством оборони та використовувався в основному Королівськими повітряними силами Австралії (RAAF) та Повітряними силами США, щоб доставляти війська та забезпечення в район. Аеропорт став головною транзитною базою для транспортних літаків RAAF під час Другої світової війни. Кілька цивільних літаків також допускались на аеропорт, але протягом війни його  основною метою було служити військовим пунктом підвантаження палива та місцем стоянки, оскільки він знаходився в стратегічному місці, близько до Тихоокеанського театру воєнних дій. 57-а Операційна база RAAF керувала та обслуговувала аеродром.
У 1958 році він офіційно став Аеропортом Аліс-Спрингс. Головна злітно-посадкова смуга була розширена до поточної довжини в 2438 м у 1961 році.

### Одиниці на базі аеродрому Севен Майл
- 57-а Операційна база RAAF керувала та обслуговувала аеродром протягом Другої світової війни.
- 87-ма ескадрилья RAAF базувалась на аеродромі протягом певного часу для проведення повітряного топографічного дослідження під час Другої світової війни.